# Задорожный, Леонид Яковлевич
Леонид Яковлевич Задорожный (род. 28 марта 1955) — советский боксёр, бронзовый призёр абсолютного чемпионата СССР, мастер спорта СССР международного класса.

## Биография
Семикратный чемпион Украины, победитель матчевой встречи СССР-США. Первый вице-президент Федерации бокса Харьковской области, генеральный директор спорткомплекса Харьковского тракторного завода. С 1997 года в память о своём тренере Борисе Андрееве проводит в Харькове под эгидой Федерации бокса Украины международный юношеский турнир.

## Спортивные результаты
- Абсолютный чемпионат СССР по боксу 1978 года — ;

## Государственные награды
- Орден «За заслуги» ІІІ степени (7 сентября 2018)[4]
- Заслуженный работник физической культуры и спорта Украины (2013)[5].

## Семья
Сын Леонид также занимался боксом, в 1990-х годах — бронзовый призёр чемпионата мира по боксу среди юношей.